# هلال موسی
هلال موسی (عربی: هلال موسى؛ زادهٔ ۳۱ مهٔ ۱۹۹۰) بازیکن فوتبال اهل فلسطین است.
از باشگاه‌هایی که در آن بازی کرده است می‌توان به باشگاه فوتبال بنی سخنین اشاره کرد.
وی همچنین در تیم‌های ملی فوتبال زیر ۲۳ سال فلسطین و فلسطین، بازی کرده است.